# Extrême-Orient

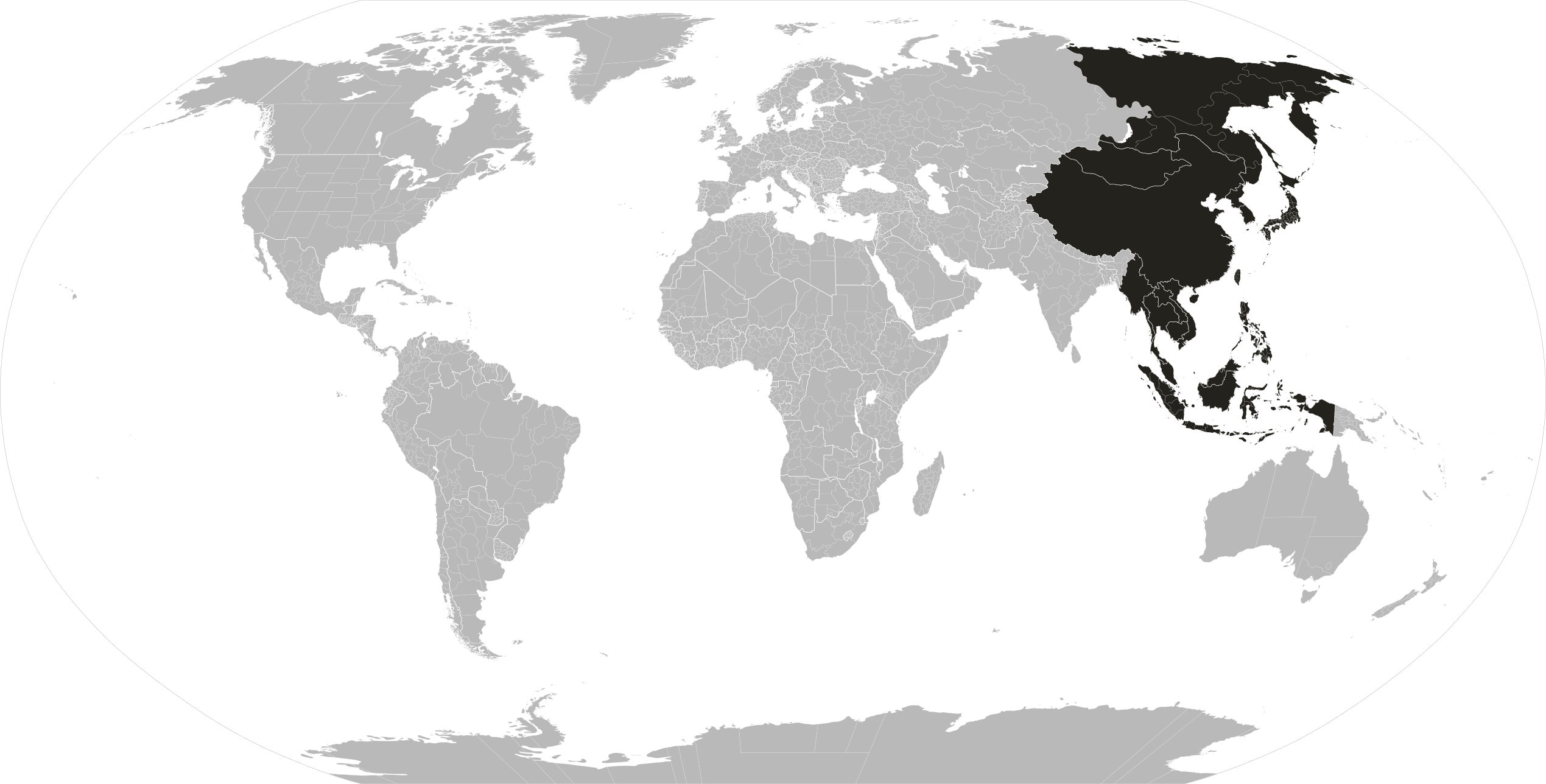
Planisphère avec l'Extrême-Orient en noir.

L'Extrême-Orient est la partie orientale de l'Asie. Il comprend :
- l'Asie de l'Est (Japon, Mongolie, Corée du Nord, Corée du Sud, Chine, etc.)
- l'Asie du Sud-Est (Malaisie, Birmanie, Thaïlande, Laos, Cambodge, Viêtnam, Indonésie, etc.)
- l'Extrême-Orient russe, en particulier les provinces pacifiques et leur hinterland.

Le terme est parfois utilisé comme synonyme d'Asie de l'Est, bien que ce dernier englobe en général une zone géographiquement plus restreinte.
Durant la guerre civile russe de 1918-1921, il exista une République d'Extrême-Orient.
Ce terme est d'usage encore assez fréquent, notamment en géographie universitaire. Il se retrouve notamment dans l'appellation de l'École française d'Extrême-Orient.